# Trận Mậu Thân tại Huế
Trận Mậu Thân tại Huế là trận chiến kéo dài 26 ngày giữa Mặt trận Dân tộc Giải phóng Miền Nam Việt Nam với Quân lực Việt Nam Cộng Hòa và đồng minh Hoa Kỳ trong sự kiện Tết Mậu Thân. Trận chiến này cũng là một phần của Chiến tranh Việt Nam. Đây là một trận đánh ác liệt nhất trong đợt 1 Tổng tiến công Tết Mậu Thân. Dù quân Giải phóng bị đánh bật khỏi Huế song nó mang lại sự đổ vỡ tâm lý và chính trị lớn nhất cho Hoa Kỳ. Trong đó còn có sự kiện Thảm sát Huế Tết Mậu Thân vẫn còn nhiều tranh cãi về tính xác thực do các bên chưa công bố tài liệu hoặc công bố (tuyên truyền) sai lệch.

## Chuẩn bị của Quân Giải phóng
Huế là một trong ba chiến trường chính và là một trong ba trọng điểm của cuộc Tổng tiến công và nổi dậy Tết Mậu Thân 1968. Chuẩn bị cho tổng tiến công và nổi dậy, từ tháng 5-1967, Trung ương Đảng Lao động quyết định tổ chức lại hệ thống lãnh đạo chỉ huy cho phù hợp với yêu cầu nhiệm vụ của chiến trường trọng điểm này. Theo chỉ đạo của Trung ương, các tỉnh uỷ và tỉnh đội giải thể. Các huyện uỷ chịu sự lãnh đạo trực tiếp của Khu uỷ. Về quân sự, trên từng hướng tiến công thành lập đoàn phụ trách: Đoàn 4 phụ trách khu vực Phú Lộc - bắc đèo Hải Vân; Đoàn 5 phụ trách mặt trận thành phố Huế và ba huyện ngoại thành Hương Trà, Hương Thủy, Phú Vang; Đoàn 6 phụ trách hai huyện Phong Điền, Quảng Điền (tỉnh Thừa Thiên); Đoàn 7 phụ trách hai huyện Triệu Phong, Hải Lăng (tỉnh Quảng Trị). Các đoàn chịu sự chỉ huy trực tiếp của Bộ Tư lệnh Quân khu Trị - Thiên. Đoàn 31, chịu sự chỉ huy của Bộ Tư lệnh mặt trận B5 (Đường 9 - bắc Quảng Trị), phụ trách khu vực từ Đường 9 trở ra đến giới tuyến quân sự tạm thời.
Theo Tổng bí thư Lê Khả Phiêu:
| “ | "Huế không phải lớn như Sài Gòn nhưng lại là cố đô nên đánh vào cố đô và chiếm được cố đô sẽ có tiếng vang rất lớn...Huế là địa đầu..Huế có các sở chỉ huy của các sư đoàn 1 của ngụy và các sư đoàn của Mỹ với vanh đai bảo vệ kéo dài từ Cửa Việt lên Lao Bảo" | ” |

Nhằm tăng cường sự chỉ đạo, mặt trận trọng điểm Huế được chia thành hai cánh:
- Cánh Bắc phụ trách phần thành phố ở tả ngạn sông Hương và huyện Hương Trà. Đây là hướng chính của cuộc tổng tiến công và nổi dậy ở thành phố Huế với lực lượng gồm: Trung đoàn 6 bộ binh, Tiểu đoàn 816, Trung đoàn 9, Tiểu đoàn đặc công 12, một đại đội trọng liên 12,7mm (6 khẩu), một đại đội ĐKZ-75 (4 khẩu), một đại đội súng cối 82 mm (6 khẩu), một đại đội công binh, một đại đội trinh sát, một đại đội thông tin, một đại đội vận tải, hai đội biệt động thành phố cùng các lực lượng bảo đảm và lực lượng vũ trang huyện Hương Trà. Cánh này có nhiệm vụ tiêu diệt cơ quan đầu não Mỹ - Việt Nam Cộng Hòa, đánh chiếm khu thành nội, mục tiêu chủ yếu là Mang Cá, Tây Lộc, Cột Cờ, sau đó phát triển, chiếm lĩnh toàn bộ khu vực tả ngạn thành phố và huyện Hương Trà, tiến lên tiêu hao, tiêu diệt căn cứ Mỹ ở Đồng Lâm, thiết lập chính quyền cách mạng, đánh quân đối phương phản kích, giữ vững trật tự an ninh.
- Cánh Nam bao gồm phần thành phố ở hữu ngạn sông Hương và hai huyện Hương Thủy, Phú Vang. Lực lượng cánh này có hai tiểu đoàn bộ binh 840 và 810 thuộc Đoàn 5, hai tiểu đoàn bộ binh 815 và 818 của Trung đoàn 9, hai tiểu đoàn đặc công 1 và 2, một đại đội súng cối 82 mm (6 khẩu), một đại đội súng máy phòng không 12,7mm, một đại đội ĐKZ-75 mm (6 khẩu), một đại đội trinh sát, một đại đội công binh, một đại đội thông tin cùng các lực lượng biệt động, bộ đội địa phương, dân quân du kích, tự vệ. Mục tiêu chủ yếu của cánh Nam là các cơ quan hành chính của Việt Nam Cộng Hòa, cơ quan quân sự tỉnh Thừa Thiên, trung đoàn thiết giáp nhà lao, khu tam giác hữu ngạn. Sau khi tiêu diệt các mục tiêu này, cánh Nam từ kiềm chế, bao vây, ngăn chặn tiến lên đánh tê liệt căn cứ Phú Bài, trung đoàn thiết giáp Mỹ, giải phóng toàn bộ vùng nông thôn ngoại thành và hai huyện Hương Thủy, Phú Vang, đồng thời đánh phản kích từ ngoài vào thành phố.
Để chiếm được Huế, Mặt trận Dân tộc Giải phóng Miền Nam Việt Nam đã đưa 200 khẩu súng ngắn và chất nổ C4 vào bên trong thành phố. Vũ khí được đưa vào bằng xe lam, bằng các gánh hàng trái cây; còn AK thì dấu dưới những chiếc thuyền hai đáy. Tiến vào Mậu Thân, những con thuyền chở vũ khí vào Huế từ nguồn sông Bồ qua ngã Ba Sình, từ Dương Xuân Hạ xuống, từ Phú Vang lên, hoặc từ chợ Tài Ba vào để kịp thời trang bị cho bên trong.
Ban chỉ huy mặt trận trọng điểm Huế gồm: Lê Minh (Lê Tư Minh) - Phó Bí thư Khu uỷ, Bí thư Thành uỷ Huế làm Chỉ huy trưởng; Lê Chưởng - Phó Bí thư Khu uỷ, Chính uỷ quân khu làm Chính uỷ; Nam Long - Uỷ viên Thường vụ Khu uỷ, Phó Tư lệnh quân khu làm Chỉ huy phó; Đặng Kinh - Khu uỷ viên, Phó Tư lệnh quân khu làm Chỉ huy phó kiêm Tham mưu trưởng.
Các đơn vị tập dượt đánh các mục tiêu ở Huế đều không chọn người địa phương ra, chỉ lấy người ở quê xa tới để họ không biết mục tiêu gì, ở đâu. Mọi người đều phải tập dượt rất công phu, học tập kỹ lưỡng, và tuyệt nhiên không ai có thể biết được rằng sắp "đánh Huế". Mặt khác, quân khu đề nghị Bộ tăng cường cho chiến trường 2 trung đoàn bộ binh, 3.000 quân bổ sung, 2 tiểu đoàn pháo, 1 tiểu đoàn cao xạ, 1 tiểu đoàn xe tăng và 1 tiểu đoàn thông tin và được Bộ chuẩn y. Nhờ vậy, đến trước ngày nổ ra tổng tiến công và nổi dậy, quân khu đã có 4 trung đoàn và 4 tiểu đoàn bộ binh, 4 tiểu đoàn đặc công, 15 đội biệt động thành và một số đơn vị binh chủng.
Tấn công Huế, họ đã đặt riêng ra một bộ tư lệnh chiến dịch chỉ huy. Họ dùng hai trung đoàn bộ binh là Đoàn 5 sát nhập chung với các cán bộ Thành đội Huế gọi là Bộ Chỉ huy 5 hay Bộ Chỉ huy Thành đội Huế do Nguyễn Vạn lãnh đạo và Đoàn 6 do trung tá Nguyễn Trọng Dần chỉ huy. Ngoài ra còn 2 trung đoàn bộ binh khác của Việt Nam Dân chủ Cộng hòa gởi sang làm chi viện là Đoàn 9 (Trung đoàn Cù Chính Lan) và một thành phần của Đoàn 8.
Do các hoạt động bảo mật của quân Giải phóng làm rất tốt nên cho đến phút chót không một toán quân nào bị đánh vào giữa đội hình, không ai thương vong, không ai bị bắt, trong một thời gian dài, chiến dịch đã đưa về cả ngàn con người, cách trung tâm chỉ huy cách Huế 5 km. Với nỗ lực của các cơ quan kinh tế của khu và hậu cần quân khu, cùng sự đóng góp tích cực của các tầng lớp nhân dân, đến cuối tháng 1 năm 1968, mặt trận Thừa Thiên - Huế đã có gần 1.000 tấn gạo để rải rác ở vùng giáp ranh và căn cứ miền núi Thừa Thiên, Quảng Trị, hơn 1.100 tấn để trong dân vùng đồng bằng (Thừa Thiên 700 tấn, Quảng Trị 450 tấn). Riêng mặt trận trọng điểm Huế mới có 130 tấn. Ngoài ra còn có 79 tấn muối, 15 tấn đường, 1,2 tấn sữa, 1,5 tấn bột trứng, 590 kg mì chính, chưa tính 350 tấn gạo, 400 tấn vũ khí Bộ Quốc phòng đã chuẩn y cho Trị - Thiên - Huế (qua Bộ Tư lệnh 559). Số hàng này đến ngày 20-1-1968, Đoàn 559 mới giao tại trạm đầu tiên, cách Huế khoảng 10 ngày vận chuyển bộ.
Lịch chung cho toàn quân Giải phóng về Huế là ngày 30 ăn Tết (đúng kỷ niệm lần thứ 180 ngày Tết Quang Trung đi giải phóng Thăng Long, Mậu Thân 1789).. Giờ G ấn định lúc 2 giờ 30 ngày 31/1/1968 tức rạng sáng mồng 2 Tết Mậu Thân.

## Trận chiến 26 ngày
"Xuân này hơn hẳn mấy xuân qua
Thắng trận tin vui khắp nước nhà
Nam - Bắc thi đua đánh giặc Mỹ
Tiến lên! Toàn thắng ắt về ta!".
Bài Thơ chúc Tết 1968 của Chủ tịch nước Việt Nam Dân chủ Cộng Hòa Hồ Chí Minh phát đi trên sóng phát thanh quốc gia của Việt Nam Dân chủ Cộng Hòa chính là hiệu lệnh phát động cuộc tấn công.
Từ chiều 30 đến đêm giao thừa qua ngày mồng một, tiếng pháo nổ liên hồi, dân chúng lũ lượt đi lễ, đi chúc Tết lẫn nhau, không có chuyện gì xảy ra. Sáng mồng một Tết, Chuẩn tướng Ngô Quang Trưởng, Tư lệnh Sư đoàn 1 Bộ binh, cùng toàn thể nhân viên thuộc Bộ Tư lệnh Sư đoàn đến dự lễ chào cờ đầu năm ở Phú Văn Lâu. Ngay sau đó, chuẩn tướng được tin Quân đoàn cho biết quân giải phóng trong đêm 30 Tết đã đột nhập tấn công 2 thị xã Nha Trang và Quy Nhơn. Lệnh cấm trại được ban hành tức khắc cho các đơn vị trực thuộc. Chính chuẩn tướng cũng ngủ tại Bộ Tư lệnh Sư đoàn không về nhà. Đang say sưa ăn Tết, binh sĩ đồn trú vẫn không tin quân giải phóng sẽ tấn công.
Chỉ huy trưởng Lê Minh ghi lại những giờ phút ra quân:
7 giờ tối ngày mồng 1 Tết Mậu Thân, bắt đầu rời cửa rừng, quân đi lặng lẽ trong đêm tối, mưa lâm râm, sương mù đầy trời... Bộ chỉ huy chiến dịch đã lập một bộ phận tiền tiêu do anh Đặng Kính trực trên đỉnh núi Kim Phụng, nhìn thấy cả Phú Bài và Tử Hạ (...). Anh Kính báo về cứ 5 phút một: yên tĩnh!.
2 giờ 33 phút ngày 30-1-1968, pháo binh Quân giải phóng đồng loạt bắn phá các mục tiêu Việt Nam Cộng Hòa ở khu Tam giác, khu Phan Sào Nam, Phú Bài, Động Toàn, Đông Ba, mở đầu cho tổng tiến công vào Nội đô Huế. Sau loạt pháo mở màn, lực lượng vũ trang trên hai hướng cùng lúc đánh vào 40 mục tiêu trong và ngoại thành Huế.
Khởi đầu cuộc tấn công chủ yếu với 2 tiểu đoàn 800 và 802 cùng với lực lượng bí mật xâm nhập trước, đến sáng sớm ngày đầu tiên, quân Giải phóng đã kiểm soát toàn bộ thành phố ngoại trừ Bộ Tư lệnh Sư đoàn 1/BB (thành Mang Cá) và khu phái bộ Cố vấn Hoa Kỳ MACV (tức Khách sạn Thuận Hóa). Đại đội 1 (Tiểu đoàn 12 đặc công) và Đại đội 2 (Tiểu đoàn 1, Trung đoàn 6) đánh vào Mang Cá. Do không nắm chắc địa hình, các đơn vị phải dùng sức mạnh để đột phá vào cổng chính, quân Mỹ trên các nhà tầng bắn trả quyết liệt. Xe tăng Mỹ tiến ra bịt cổng bị quân Giải phóng dùng B-40 bắn cháy 2 xe và đẩy lui. Sau đó 14 chiến sĩ đặc công và 12 chiến sĩ bộ binh xung phong vào căn cứ chiếm được khu nhà đại đội quân y, đại đội chiến tranh tâm lý. Xe tăng Mỹ phản kích cố bịt cho được cửa mở. Lực lượng quân Giải phóng từ phía sau lên tiếp viện không vượt qua được hoả lực rất mạnh. Đến 11 giờ trưa, toàn bộ lực lượng quân Giải phóng phải rút ra.
Ngay hôm đó quân Mỹ tiến vào Huế tăng cường và phòng thủ các nơi kể trên. Quân Giải phóng tăng cường tiểu đoàn 804 với ý đồ chặn đứng các lực lượng tăng phái Mỹ - Việt Nam Cộng Hòa nhưng họ không thực hiện được ý đồ này. Thành Mang Cá và khu Cố vấn Mỹ được củng cố mạnh mẽ và không còn bị đe dọa nghiêm trọng nữa.
Vào đêm mồng một Tết, 2 giờ sáng quân Giải phóng đồng loạt pháo kích vào Bộ Tư lệnh Sư đoàn 1, Bộ Chỉ huy Tiểu khu, Trung tâm Huấn luyện Đống Đa và vị trí của Thiết đoàn 7 Kỵ binh ở An Cựu. Khoảng trên 100 đạn súng cối 82 ly của quân Giải phóng bắn vào khu Mang Cá Lớn. Cùng lúc đó, họ cũng tấn công khu Mang Cá sau khi lọt qua được cửa An Hòa. Một cánh quân Quân Giải phóng tiến đến sân bay Tây Lộc tấn công khu quân cụ của Đại đội 1 Quân cụ, nhưng bị lực lượng Việt Nam Cộng hòa bắn dữ dội. Một cánh quân khác của họ tấn công của thành phía Tây, dùng bộc phá phá tan cổng và tràn vào nội thành. Trong khi đó, một tiểu đoàn khác tấn công vị trí Bắc cầu An Hòa tới 3 giờ 20 sáng thì chiếm được mục tiêu.
Lúc 1 giờ sáng thì quân Giải phóng thuộc trung đoàn 6 báo đầu tiên đã chiếm lĩnh trận địa; tiếp theo, cánh nam báo chiếm lĩnh hai mục tiêu ưu tiên; mỗi điện báo đều mật và chỉ 3 chữ. 6 giờ sáng, điện báo chiến thắng về từ khắp mọi nơi, coi như đã chiếm hết thành phố Huế, các huyện ngoại thành cũng chiếm được các xã địa bàn đã quy định. Như vậy, chỉ trong 3 tiếng đồng hồ, quân Giải phóng đã đánh chiếm hầu hết thành phố Huế. Đến 11 giờ sáng mùng 2, lá cờ Mặt trận treo trên đỉnh Kỳ Đài Huế; tất cả bộ đội đều nhảy nhót, vỗ tay hoan hô.
Sau khi chiếm cửa An Hòa và cửa chánh Tây, quân Giải phóng miền Nam dồn nỗ lực tấn công khu Mang Cá. Lực lượng phòng thủ từ trên các tầng lầu bắn xuống dữ dội khiến họ tiến lên không nổi. Lực lượng đánh sân bay Tây Lộc bị rào kẽm gai ngăn cản nên chạy lạc sang đánh khu Quân Cụ.
Đến 3 giờ 15 sáng, họ dốc toàn lực tấn công khu sân bay, đột nhập đốt kho đạn, kho xăng và khu nhân viên kỹ thuật, nhưng cả ngày hôm sau vẫn chưa chiếm được khu sân bay này. Đêm đến, lại tấn công nữa, cuối cùng chiếm được khu đậu phi cơ. Sáng hôm sau, quân Mỹ - Việt Nam Cộng Hòa phản kích chiếm lại sân bay. Tính chung cả hai đợt, quân Giải phóng phá hỏng được 40 máy bay, 100 xe các loại, đốt 1 kho đạn, 1 kho xăng.

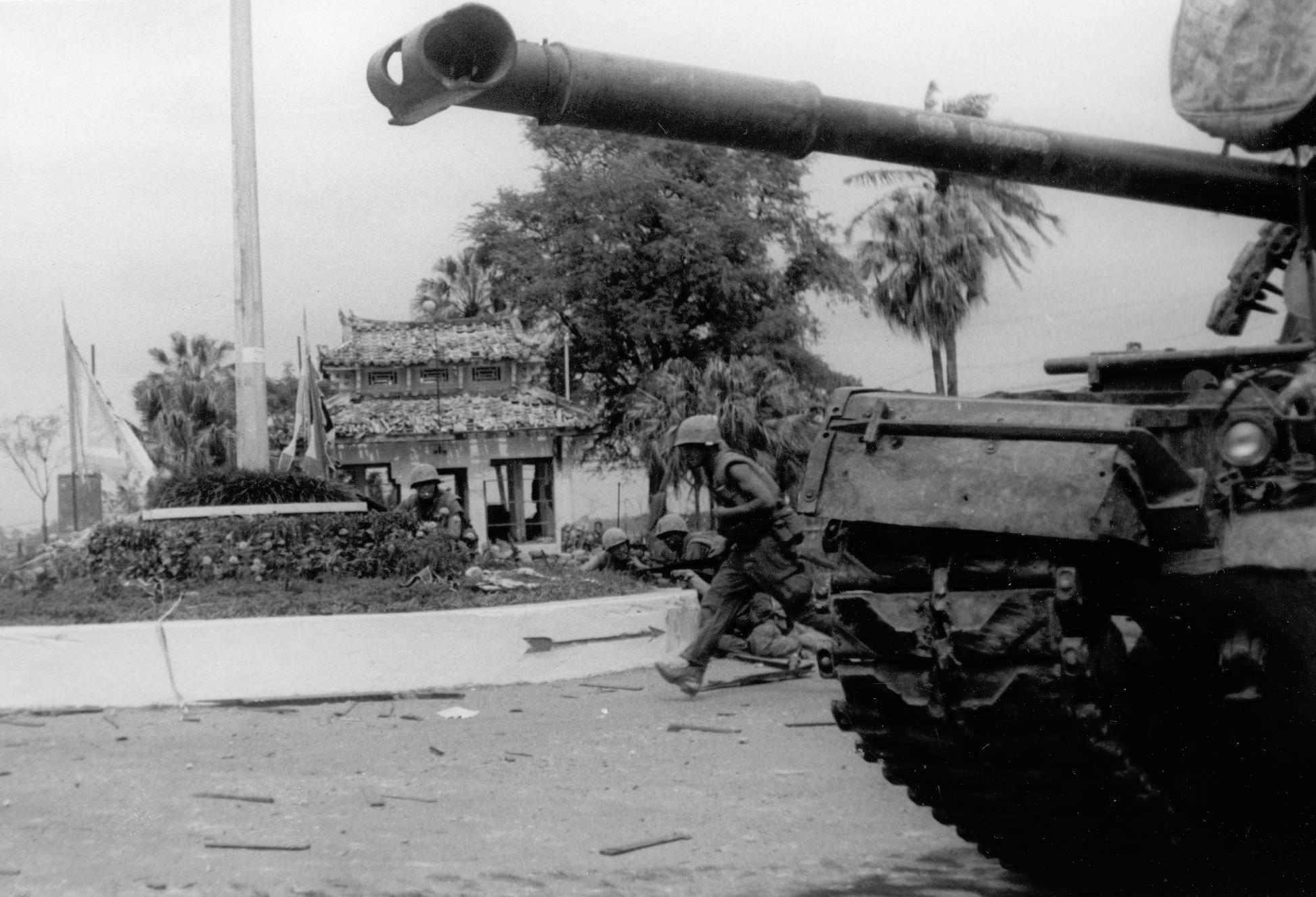
Thủy quân lục chiến Mỹ được xe tăng M48 Patton yểm trợ tấn công vào Huế

Quanh khu Đại Nội quân giải phóng miền Nam tấn công Đại Đội Thám Báo của Sư Đoàn 1 Bộ Binh Việt Nam Cộng Hòa. Đại đội 4 đột phá cửa Hữu, dùng một mũi thọc sâu nhanh chóng chiếm khu Cột Cờ lúc 4 giờ 30 phút. Còn lại đại bộ phận của Đại đội 4 cùng Đại đội 3 theo đường Yết Kiêu, Lê Huân đánh vào khu Đại Nội. và vào lúc 5 giờ sáng, quân Giải phóng chiếm khu Đại Nội, diệt toàn bộ đại đội thám báo và 130 cảnh sát, bắt 26 lính khác. Tới 8 giờ sáng thì họ chiếm được cột cờ và treo lên đó lá cờ của Liên minh các Lực lượng Dân tộc, Dân chủ và Hòa bình Việt Nam sau này (hai dải trên dưới đỏ, dải giữa xanh, có ngôi sao vàng ngay giữa) rất lớn. Tới sáng mồng 2 Tết tại phía tả ngạn sông Hương, họ trà trộn vào nhiều khu phố và kiểm soát được khu Đại nội, chợ Đông Ba, cửa Thượng Tứ, của Chánh Tây và cửa An Hòa.
Tại hữu ngạn sông Hương, một cánh quân khác phối hợp với thành đội Huế làm chủ tình hình khá dễ dàng. Họ tràn ngập vào các khu dân chúng và bao vây cô lập tất cả các cứ điểm quân sự của Việt Nam Cộng Hòa, đã thành công chiếm tất cả các cơ quan hành chánh, trong đó có Tòa Hành Chánh tỉnh Thừa Thiên, khu đại học, v.v. Riêng khu tứ giác gồm trung tâm MACV, Bộ Chỉ Huy Tiểu Khu Thừa Thiên, Đài Phát Thanh, Trường Kiểu Mẫu và cầu tàu Hải Quân vẫn nằm trong tay quân Việt Nam Cộng hòa.
Đến ngày 1-2, phần lớn Huế với 90% dân số đã nằm trong tay lực lượng quân giải phóng. Hãng tin Pháp AFP ngày 7-2-1968 đã bình luận: "Sau một đêm đánh nhau, Việt cộng đã kiểm soát 90% dân chúng thành phố Huế. Ngay sáng hôm sau, bộ máy hoạt động và cổ động chính trị của Mặt trận Dân tộc Giải phóng đã bắt tay vào làm việc. Rõ ràng họ có một tổ chức mạnh mẽ trong thành phố này vì họ có thể huy động rất nhiều người ra làm việc cho họ".
Vào sáng mồng 2 Tết, Bộ Tư lệnh Sư Đoàn 1 điều động Tiểu Đoàn 2 Nhảy Dù ở Tứ Hạ kéo về giải tỏa thành phố. Trước hỏa lực rất mạnh của quân giải phóng từ trong các dãy nhà bắn ra, tiểu đoàn Nhảy Dù không sao di chuyển được nhất là trời xấu không có Không Quân yểm trợ. Tiểu Đoàn 3/3 của Việt Nam Cộng Hòa đóng tại Nam Giao phản công cũng thất bại không giải tỏa được áp lực tại vùng này. Thiết đoàn 7 Kỵ Binh đóng tại An Cựu được lệnh tiến sang Thành nội giải tỏa.
Vào buổi trưa, quân Việt Nam Cộng Hòa mang 3 chiến xa mở đường vào thành phố, nhưng khi vào tới gần Ty Cảnh sát Quốc gia (vẫn do quân đội Việt Nam Cộng Hòa giữ) thì bất thần bị B-40 của Quân Giải phóng miền Nam từ khu nhà phố bắn cháy xe và Trung tá Phan Hữu Chí (thiết đoàn trưởng) bị chết ngay tại chỗ.
Tám giờ sáng ngày mồng 3 Tết, Chiến Đoàn 1 Nhảy Dù gồm các Tiểu Đoàn 2 và 7 cùng với Chi Đoàn thiết vận xa từ An Lỗ và Tứ Hạ về giải tỏa cùng lúc Bộ Chỉ Huy Chiến Đoàn 1 và Tiểu Đoàn 7 Nhảy Dù mới được tăng cường từ Saigon tới Huế vào buổi trưa ngày mồng 2 Tết. Bộ đội nghênh chiến nhưng sau đó họ rút lui vào nội thành cố thủ.
Khi Huế bị đánh, Hoa Kỳ không có một lực lượng nào ở trong thành phố ngoài Bộ Chỉ Huy MACV ở ngay sát Bộ Chỉ Huy Tiểu Khu Thừa Thiên. Mãi đến chiều mồng 3 Tết mới có 1 đại đội Thủy Quân Lục Chiến (TQLC) Hoa Kỳ đầu tiên đến tăng cường cho Bộ Chỉ Huy MACV của họ.
Trong 3 ngày mồng 3, 4 và 5 Tết (1, 2 và 3 tháng 2/1968), quân đội Hoa Kỳ gồm 3 đại đội TQLC và 1 chi đoàn thiết xa thuộc Sư Đoàn 1 TQLC mới mở các cuộc hành quân giải tỏa. Ngày mồng 4 Tết, quân Giải phóng tấn công Tiểu Đoàn 1 Công Binh tại 1 km phía Nam Huế và tiếp tục duy trì áp lực tại khu vực Tây Lộc, Thành Nội, khu vực cột cờ, khu vực hành chánh và trường Đồng Khánh. Cũng trong đêm này, họ chiếm lao xá giải thoát khoảng 2.000 can phạm đủ thành phần. Trong số này, gần một nửa (1.000 người) được vũ trang và tham gia vào các đơn vị quân Giải phóng. Sự giải thoát các tù nhân này gây thêm sự xáo trộn cho thành phố Huế.

## Cuộc phản công của Hoa Kỳ và Việt Nam Cộng Hòa
Mồng 5 Tết thì quân đội Hoa Kỳ và Việt Nam Cộng Hòa mới bắt đầu phản công với 16 tiểu đoàn, khoảng 15.000 quân thuộc các đơn vị:
- Lực lượng Hoa Kỳ gồm Tiểu Đoàn 2/5 TQLC có 3 đại đội và 1 chi đoàn chiến xa xuất phát từ cứ điểm MACV Thừa Thiên cộng với Chiến Đoàn RAY gồm 2 đại đội TQLC Hoa Kỳ xuất phát từ đầu cầu An Cựu. Các lực lượng này được phân công giải tỏa khu vực hữu ngạn sông Hương. Ngoài ra, cũng cần kể đến một lực lượng khác nằm án ngữ ở phía Tây Bắc và Tây Nam của thành phố Huế. Đó là Sư Đoàn 1 Không Vận Hoa Kỳ mới được đưa từ An Khê ra trước Tết ứng phó với tình hình chiến sự tại Khe Sanh.
- Lực lượng Việt Nam Cộng Hòa gồm Chiến Đoàn 1 Nhảy Dù với 3 tiểu đoàn và 1 chi đoàn thiết vận xa xuất phát từ phía Bắc Thành Nội tiến vào. Tiểu Đoàn 9 Nhảy Dù được trực thăng vận từ Quảng Trị đến thành Mang Cá vào chiều ngày mồng 4 Tết và xuất phát từ đây tiến vào Thành Nội. Chiến Đoàn Nhảy Dù còn được tăng cường thêm các đơn vị của Sư Đoàn 1 Bộ Binh để giải tỏa khu vực tả ngạn sông Hương.

Bộ Tư lệnh Mỹ đang đứng trước hai ngả. Một là thận trọng mà tiến, chiếm từng nhà bằng cận chiến vũ khí cá nhân, chấp nhận thương vong cao cho binh sĩ. Hai là quyết tâm đánh mau đánh mạnh, dùng hỏa lực mạnh như bom, pháo để nhanh chóng đánh bật Quân Giải phóng miền Nam, nhưng như vậy sẽ buộc dân chúng Huế phải chấp nhận tổn thất rất lớn. Cuối cùng họ chọn cách thứ 2. Ngay cả máy bay B-52 cũng được trưng dụng để ném bom trải thảm vào thành phố.
Điều tai hại là bom Mỹ khi bỏ trượt mục tiêu quân sự sẽ gây đổ nát nhà cửa, trường học, công trình dân sự. Trong hồi ký, Westmoreland kể lại:
Lúc trận đánh bắt đầu, quân Việt Nam Cộng hòa và lính thủy đánh bộ (Mỹ) chiến đấu không dùng xe tăng, pháo binh và không quân yểm trợ vì muốn bảo vệ thành phố giàu di sản quý báu này nhưng vì địch bám giữ một cách dai dẳng nên cứ theo cách đó thì mất quá nhiều sinh mạng lính Mỹ và binh lính Việt Nam Cộng hòa. Tổng thống Thiệu bèn cho phép dùng bất kỳ phương tiện nào cần thiết để lấy thành phố Huế. Sự tàn phá không tránh khỏi đã xảy ra!....
Ngày mồng 5 Tết, quân Hoa Kỳ và Việt Nam Cộng hòa đã tái chiếm được một nửa sân bay Thành Nội và cửa An Hòa. Trong trận này quân Giải phóng thương vong 77 người, mất 27 súng đủ loại. Phía Hoa Kỳ và quân đội Việt Nam Cộng Hòa bị thiệt hại nhẹ. Trong ngày mồng 6 Tết, tức 4 tháng 2/1968 quân Giải phóng miền Nam nhờ các pháo đài cũ thiết lập thời Pháp cầm chân lực lượng Việt Nam Cộng Hòa trong khu vực Thượng Tứ và Kỳ đài khiến họ không tiến lên được.
Về phía tả ngạn, Tiểu Đoàn 2/5 TQLC Hoa Kỳ tấn công giải tỏa tại khu Đại học Huế và Bộ Chỉ Huy MACV. Cứ tiến lên rồi lại bị đẩy lui về, do đó việc giải tỏa khu vực hữu ngạn sông Hương đã chậm trễ và kéo dài trong nhiều ngày. Các đơn vị của Tiểu Đoàn 2/5 TQLC Hoa Kỳ đã giải tỏa được áp lực cho nhiều cơ sở quân sự và cho nhiều khu dân cư, nhưng sau ít giờ chiếm đóng các đơn vị này lại phải rút lui.
12 giờ trưa ngày 10/2/1968, UPI đưa tin "Sau 4 ngày giao tranh, quân đồng minh (Mỹ) chỉ tiến được 180m. Giờ phút này lính thủy đánh bộ không thể di dịch được... Lá cờ của Việt Cộng vẫn bay ngạo nghễ trên cổng chính phía Nam thành phố Huế". Ngày ngày, thậm chí từng giờ, các hãng tin quốc tế dồn dập loan đi loan lại sự kiện "mất Huế". Tướng Westmoreland nổi giận thực sự, ông ta ném quân Mỹ ồ ạt "tái chiếm" và nổ súng từ ngày thứ 7 của đợt tổng tiến công.
Vào 11 giờ 30 sáng mồng 9 Tết, được tăng cường thêm 2 tiểu đoàn từ phía An Hòa - Kim Long, quân Giải phóng miền Nam mở một cuộc tấn công vào Tiểu Đoàn 4/3 trú đóng tại Chánh Tây, gây cho quân đội Việt Nam Cộng Hòa nhiều thương vong, thất lạc một số máy truyền tin cùng vũ khí khá quan trọng mà chỉ mất 7 người. Cũng trong đêm 9 Tết tức 7 tháng 2/1968, quân Giải phóng giật mìn sập cầu Tràng Tiền để ngăn xe tăng đối phương tiến vào Huế.
Ngày 10 Tết, lực lượng Hoa Kỳ chiếm lại Tòa Đại biểu còn lực lượng hành quân Việt Nam Cộng Hòa trong khu vực tả ngạn không tiến lên được. Đến ngày 9 tháng 2/1968, tức 11 âm lịch, quân Giải phóng miền Nam phân tán mỏng và rút lui về phía Nam Giao.
Để thanh toán Quân Giải phóng miền Nam còn bám trong dân, Tiểu Khu Thừa Thiên đã điều động một số lính Địa Phương Quân của Quận Hương Thủy và các khóa sinh của Trung tâm Huấn luyện Đống Đa tại Phú Bài để mở các cuộc hành quân lục soát và kiểm soát các khu phố đã được giải tỏa.

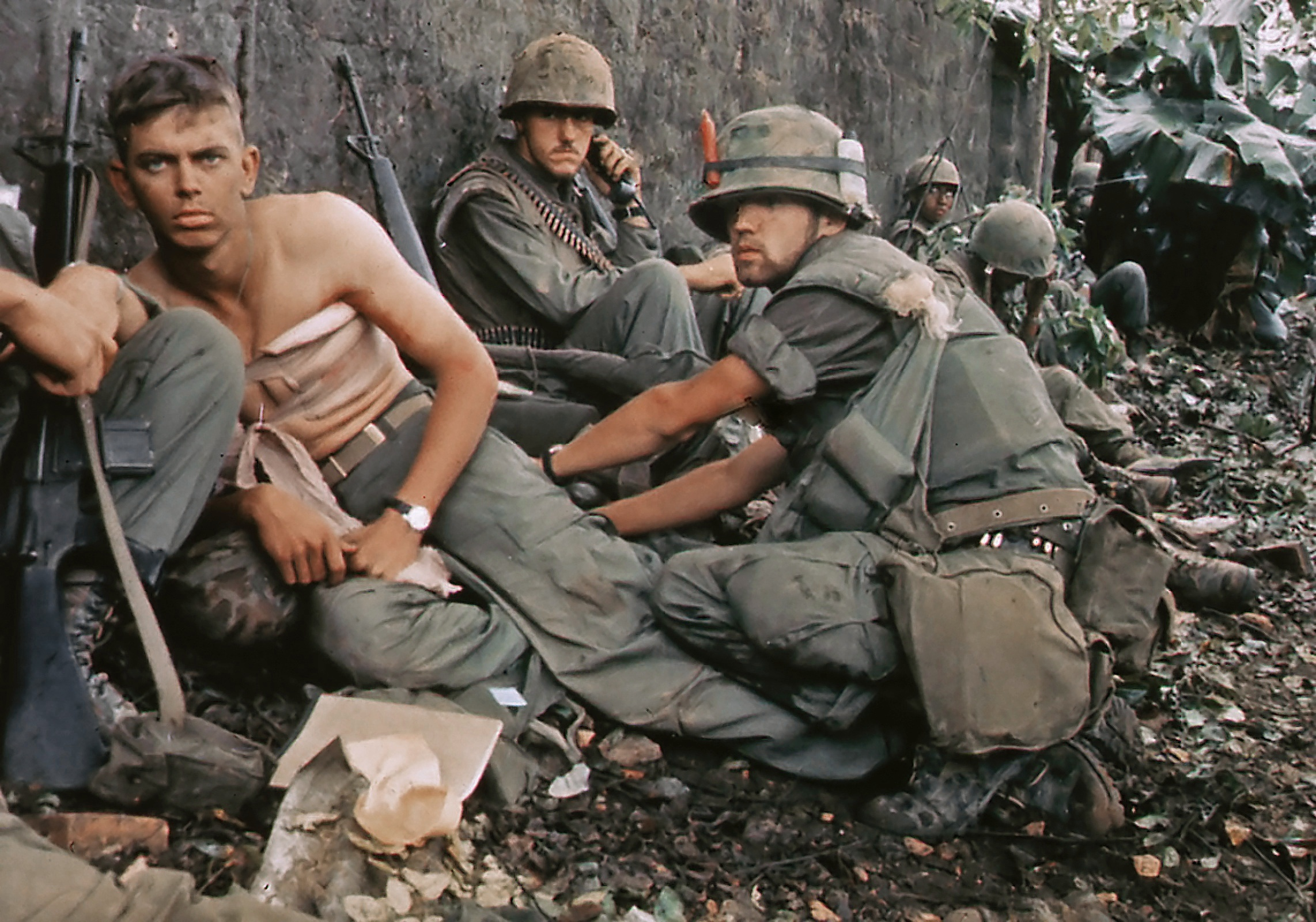
Quân Mỹ thương vong tại Huế trong trận Mậu Thân

16 giờ ngày 10 tháng 2/1968, một đơn vị TQLC Hoa Kỳ được trực thăng vận tới tăng viện cho Tiểu Đoàn 2/5 bên khu vực hữu ngạn sông Hương dù thời tiết rất xấu, trong khi đó, 1 tiểu đoàn TQLC khác được di chuyển bằng xe từ Phú Bài vào thành phố Huế. Cũng trong ngày này 1 chiếc LCU của Hải Thuyền Việt Nam đã cập bến trước Trường Đại Học Sư phạm chở các đồ tiếp tế từ Bộ Tư lệnh Sư Đoàn 1 bên tả ngạn sông Hương sang hữu ngạn cho các cơ quan quân sự của Tiểu Khu Thừa Thiên. Lúc này Gia Hội vẫn hoàn toàn do Quân Giải phóng miền Nam kiểm soát. Hai phần ba đường Phan Bội Châu cũng vậy. Trong Thành Nội họ cũng chiếm được nhiều cao điểm và nhà dân.
Vào sáng ngày 12 tháng 2/1968, quân Việt Nam Cộng hòa được tăng cường 1 đơn vị tiền thám của Chiến Đoàn A TQLC, hồi 18 giờ một đơn vị TQLC Hoa Kỳ cũng đã băng qua sông Hương sang bên tả ngạn cập bến Bảo Vinh vào Thành Nội qua cổng hậu. Sáng ngày 13 tháng 2/1968, TQLC Hoa Kỳ tiếp tục đổ bộ lên bến Bảo Vinh.
Nhờ trời quang mây tạnh trong 3 ngày liền 14, rằm (15) và 16 Âm lịch Chiến Đoàn A TQLC Việt Nam Cộng hòa từ Sài Gòn đến để thay thế cho Chiến Đoàn Nhảy Dù đã thiệt hại quá nhiều được về lại Sài gòn nghỉ ngơi và bổ sung. Chiến Đoàn A TQLC Việt Nam Cộng hòa được mang đến Phú Bài, dùng tàu vượt sông đổ bộ lên bến Bao Vinh. Hai trong 3 Tiểu đoàn TQLC đã đổ bộ an toàn vào Thành Nội ngày 12 tháng 2/1968.
Cuộc hành quân của Chiến Đoàn A TQLC Việt Nam tại chiến trường Huế nay được đặt mật danh là "Cuộc Hành Quân Sóng Thần 739/68," khởi diễn từ Thành Nội vào sáng ngày 14 tháng 2/1968, Tiểu Đoàn 1 do Thiếu tá Phan Văn Thắng chỉ huy và Tiểu Đoàn 5 do Thiếu tá Phạm Văn Nhã làm tiểu đoàn trưởng.
Chiến Đoàn A TQLC Việt Nam chia làm 2 cánh quân. Cánh thứ nhất là Tiểu Đoàn 1, cánh thứ hai là Tiểu Đoàn 5. Mục tiêu đầu tiên là tiến tới trại Cao Thắng của Đại đội 1 Quân Cụ làm căn cứ tiền tuyến. Trại này đã do 80 lính Việt Nam Cộng Hòa cố thủ trong 15 ngày dưới quyền chỉ huy của Đại úy Trần Kim Huê và Trung úy Nguyễn Văn Cáp. Họ cho biết kho quân cụ này rất quan trọng vì tồn kho rất nhiều vũ khí, đạn dược, đủ loại kể cả 1.400 súng M-16 là súng tối tân của Mỹ, nếu Quân Giải phóng miền Nam chiếm được kho súng đạn này thì thật là "một đại họa" cho Hoa Kỳ và Việt Nam Cộng Hòa.

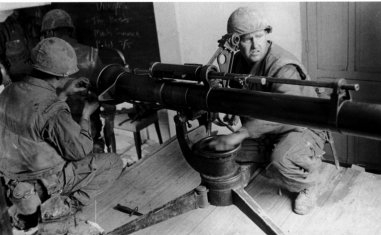
Súng không giật 106mm của Mỹ bắn đạn đinh có sức sát thương hàng loạt và phá hủy nhà cửa rất mạnh

Hôm 14 tháng 2, lần đầu tiên trong trận đánh 16 ngày tại Huế, phi cơ đã ném bom vào những bức tường kiên cố. Các loại bom được dùng là bom napalm, hỏa tiễn 6.8 inch và bom hơi cay thả vào các vị trí Quân Giải phóng miền Nam. Hôm 15 tháng 2/1968, các phi cơ Hoa Kỳ đã thả các loại bom 250, 500 và 750 cân Anh. Các chiến xa M-50 Ontos sử dụng súng không giật 107 ly bắn đạn tạo mưa mảnh đinh có sức sát thương và phá hủy công trình rất lớn cũng được sử dụng tối đa.
Quân Giải phóng cố tìm cách giữ những yếu điểm ở dọc các bức tường về phía đông bắc và tây nam mặc dù bị tấn công nhiều đợt. Trận đánh ở Huế trở nên gay go vì thời tiết trở lạnh và vì cuộc chiến diễn ra trong từng căn nhà một, bàn ghế được mang ra chất ngổn ngang để làm chướng ngại vật ngăn quân Mỹ. Ổ kháng cự chính của các chiến sĩ quân Giải phóng nằm dọc theo bức tường phía tây nam của pháo đài rộng 2 dậm vuông và chiếm giữ khu nội điện nằm trong Thành Nội.
Ngày 16 tháng 2/1968 tại khu Thành Nội Huế, phi cơ F-8 Crusader thả bom thậm chí đã dùng cả bom napalm oanh kích vào các vị trí của quân Giải phóng.
Ngày 18 tháng 2/1968, việc tiến quân của Hoa Kỳ và Việt Nam Cộng Hòa gặp rất nhiều khó khăn, chậm chạp, thời tiết xấu, trực thăng không thể tiếp tế được. Một đoàn xe Việt Nam Cộng Hòa đi từ Phú Bài đã bị pháo kích. Hai bên giao tranh nhiều lần suốt ngày. Phi cơ chiến đấu không yểm trợ được vì thời tiết xấu, khí hậu lạnh và có sương mù thấp cách mặt đất chừng 150 mét.
Lúc 4 giờ 30 ngày 19 tháng 2/1968, 2 tiểu đoàn của Mặt trận Dân tộc Giải phóng miền Nam Việt Nam tại khu vực phía tây nam Thành Nội Huế tấn công vào vị trí của Tiểu Đoàn 1 TQLC Việt Nam cộng hòa, khoảng 300 trái đạn súng cối 82 ly và B-40 bắn vào vị trí của tiểu đoàn này gây thiệt hại. Ngày 20 tháng 2/1968, tại Thành Nội vẫn còn khoảng chừng 350 quân Giải phóng tiếp tục chiến đấu, cầm cự ở những vị trí kiên cố. Trước khi đánh vào Thành Nội, các đơn vị Hoa Kỳ và Việt Nam Cộng Hòa đã truyền loa kêu gọi ra hàng nhưng quân Giải phóng hầu hết bố trí trong hầm hố và địa đạo tại dãy tường thành kiên cố tây nam quyết cố thủ không đầu hàng nên quân đội Hoa Kỳ phải dùng hỏa lực mạnh tấn công vào.
Ngày 21-2, quân Mỹ và Việt Nam Cộng Hòa đã chiếm toàn bộ tuyến Bôn Trì, Bôn Phổ, An Lưu, La Chữ, Quế Chữ, Cổ Bưu. Trong thành nội, chúng chiếm thêm cầu Thượng Tứ, dồn lực lượng quân Giải phóng về phía tây. Trước tình hình đó, để bảo toàn lực lượng tránh bị bao vây, ngày 22-2-1968, Khu uỷ Trị - Thiên và chỉ huy mặt trận Huế quyết định rút toàn bộ lực lượng ra ngoài thành phố.
Mãi tới trưa ngày 23 tháng 2/1968, hai đại đội thuộc một đơn vị Thủy Quân Lục Chiến Việt Nam Cộng Hòa đã chiếm cửa Hữu phía tây Thành Nội Huế sau khi thanh toán xong một lực lượng đối phương gồm 31 người, tịch thu một trung liên Bar, 4 súng trường M1, 4 khẩu carbine, một súng trường AK-47. Đồng thời một đơn vị khác của Thủy Quân Lục Chiến Việt Nam Cộng Hòa chạm súng với một lực lượng đối phương không rõ quân số tại khu vực tây nam Thành Nội Huế. Còn lực lượng Thủy Quân Lục Chiến Hoa Kỳ đã chiếm được một vòng lầu ở phía đông nam. Nhờ tính chiến lược của địa điểm này, quân Mỹ và đồng minh đã hoàn toàn kiểm soát được cầu Nguyễn Hoàng (tức cầu Tràng Tiền).
Trong trận đánh chiếm giữ thành phố, quân Giải phóng cũng thành công trong việc thành lập Mặt Trận Liên Minh Dân tộc Dân Chủ và Hoà Bình với Giáo sư Lê Văn Hảo làm chủ tịch, các ủy viên gồm có bà Thuần Chi, Thượng tọa Thích Đôn Hậu, và hai đảng viên Cộng sản khác.
Quân Giải phóng rút khỏi Huế ngày 23 tháng 2/1968 và cuối ngày 24 tháng 2/1968 thì quân đội Hoa Kỳ tái kiểm soát hết các khu vực nội thành.

## Kết quả
Trong 25 ngày chiến đấu, cả hai bên đều chịu thiệt hại lớn. Quân Mỹ và Việt Nam Cộng Hòa có hơn 4.400 thương vong, còn Quân Giải phóng mất khoảng 3.000 tới 4.000 người (trong đó có 1.042 người tử trận). Tính theo tỷ lệ, các đơn vị Mỹ - Việt Nam Cộng Hòa thương vong 1/4 quân số, trong khi quân Giải phóng thương vong 1/3.
Hãng AFP đưa tin: "Trong các trận đánh hàng nghìn quân nhân đã bị giết. Quân đội Hoa Kỳ và quân chính phủ (Sài Gòn) phải chôn những người chết của họ bất kỳ nơi nào và lúc nào có thể được. Còn lính dù Nam Việt Nam thì chôn xác ngay trên trận địa". Về phía Quân giải phóng, theo chỉ huy trưởng Lê Minh, để đánh lùi các đợt phản kích, trong tuần đầu "thương vong trong nội thành đã lên tới 300"
Tài liệu của Quân Giải phóng ghi nhận: Sau 25 ngày đêm chiến đấu và làm chủ thành phố Huế, quân và dân ta đã diệt, bắt sống, bức hàng và làm tan rã 25.000 tên địch, bắn rơi và phá hỏng hơn 200 máy bay, bắn cháy 41 tàu chiến, phá huỷ 533 xe quân sự, giải phóng 210.000 dân, 20 xã, 271 thôn, thành lập chính quyền ở 200 thôn.
Trong khi xét về chiến thuật, quân Mỹ - Việt Nam Cộng Hòa đã thành công khi tái chiếm được Huế, nhưng xét về toàn cục thì họ đã nếm đòn đau nhất trong các cuộc tấn công Tết Mậu Thân. Với việc giữ được thành phố 25 ngày, quân Giải phóng ở Huế đã giành thành công lớn nhất và giữ được thành phố lâu nhất so với các thành phố khác, góp phần quan trọng vào thắng lợi chính trị cũng như tạo ý nghĩa tuyên truyền của tổng tiến công và nổi dậy trên toàn Miền.
Mặt khác, chính chiến thuật của Mỹ - Việt Nam Cộng Hòa cũng đẩy tình cảnh của họ vào thế bất lợi, bởi việc sử dụng vũ khí hạng nặng trong chiến tranh đô thị, tuy giúp giảm thương vong, song lại gây tàn phá chết chóc cho dân thường. Những hình ảnh này được trình chiếu lên truyền hình vô hình trung đã khiến nhân dân Mỹ căm phẫn, làm quân đội Mỹ mất đi sự ủng hộ của công chúng, tác động tiêu cực tới chiến lược chiến tranh của họ. Trận đánh này cùng với Tết Mậu Thân vẫn thường được giới sử học Mỹ coi là "Begin the lost of the War" - Khởi đầu của sự thất bại.

### Sự thiệt hại cho dân thường
Tòa tỉnh trưởng, qua đài phát thanh Huế, đã ra thông cáo thiết quân luật 24 trên 24. Tuy nhiên nhiều thường dân đã liều chạy về nhà cũ thu thập chăn mền, chiếu, gạo, nồi niêu, bát đĩa. Tại hữu ngạn sông Hương có 2 trung tâm tỵ nạn, một tại Dòng Chúa Cứu Thế và một tại trường Kiểu Mẫu, một trại khác đã được tạo lập tại Phú Lương.

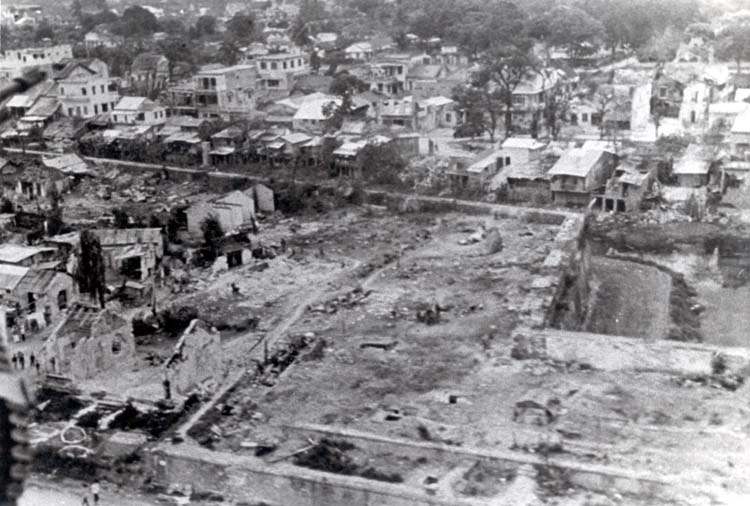
Một góc thành phố Huế bị vũ khí hạng nặng của Mỹ tàn phá trơ trụi

Những trại tỵ nạn này được lập ngay từ khi quân lực Hoa Kỳ mở cuộc phản công và họ giải tỏa đến đâu thì dân chúng đến tập trung tại các trung tâm tỵ nạn. Đến ngày 10 tháng 2 năm 1968, người ta mới bắt đầu thu lượm xác chết và dân chúng nằm rải rác rồi tạm chôn ngay bên đường, không thể dời ra nghĩa địa được.
Để tiêu diệt quân Giải phóng trong đô thị, quân Mỹ dùng pháo hạm và máy bay ném bom bắn phá suốt ngày đêm. Các loại vũ khí có sức sát thương hàng loạt như súng không giật 107 mm bắn đạn tạo mưa đinh, bom napan, đạn pháo tăng, súng phun lửa... được sử dụng tối đa. Bên cạnh việc giúp tiêu diệt đối phương, những vũ khí này cũng gây tác hại rất lớn cho dân thường. Theo thống kê, sau 25 ngày chiến sự, 80% nhà cửa ở Huế đã bị bom đạn Mỹ phá hủy, hàng ngàn thường dân cũng chết trong các cuộc giao tranh. Theo tài liệu của Quân Giải phóng, họ đã phải chôn cất hàng ngàn dân thường trong các hố chôn tập thể cùng binh sĩ của họ.

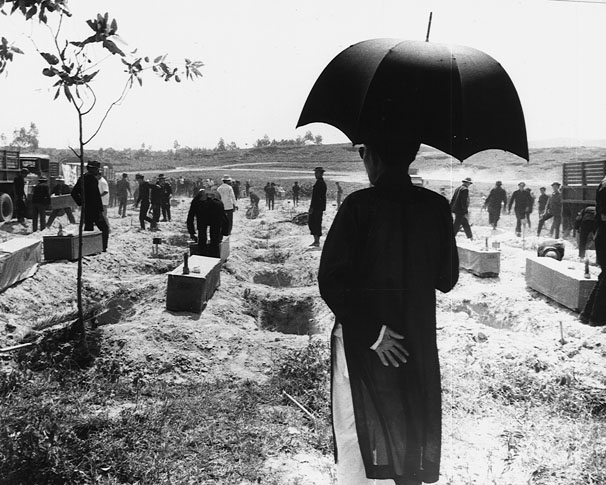
Cải táng các thi hài khai quật trong các hố chôn tập thể sau trận Tết Mậu Thân

Một số tài liệu Mỹ và phương Tây cho rằng trong lúc chiếm giữ Huế, quân Giải phóng đã xử tử nhiều nhân viên quân sự và dân sự thuộc chính quyền Việt Nam Cộng hòa. Theo ông Mark Woodruff, một báo cáo của Mặt trận Dân tộc Giải phóng bắt được ngày 25 tháng 4 năm 1968 ghi rằng họ đã "diệt 1.892 nhân viên hành chánh, 38 cảnh sát, 790 tên ác ôn, sáu đại úy, 1 trung úy, 20 thiếu úy và nhiều sĩ quan trừ bị..." tại Huế. Ngược lại, phía quân Giải phóng và một số tài liệu Mỹ và phương Tây cho biết: Cái gọi là "cuộc thảm sát" chỉ là đòn tâm lý chiến mà Mỹ dựng lên, thực tế bom Mỹ đã làm nhiều thường dân chết lẫn lộn cùng binh lính hai bên. Quân Giải phóng đã tự chôn cất thường dân chết do hỏa lực của Mỹ, do vậy Hoa Kỳ mới phát hiện xác thường dân trong các ngôi mộ tập thể. Vào thời điểm đó, một số hãng thông tấn nước ngoài và các nhà báo độc lập đã đến kiểm chứng các hố chôn tập thể, nhưng bị phía Mỹ và Việt Nam Cộng hòa ngăn cản. Điều này đặt nghi vấn: tại sao Mỹ và Việt Nam Cộng Hòa sau khi tái chiếm Huế đã không cho phóng viên quốc tế tới hiện trường để điều tra viết bài, trong khi nếu sự việc có thật thì lẽ ra Mỹ phải tận dụng vì đây sẽ là cơ hội tuyên truyền rất tốt cho họ.

### Thiệt hại gây ra cho Hoàng Thành
Sau khi trận tổng công kích của quân Giải phóng miền Nam thực hiện vào Huế kết thúc, Huế đã bị tàn phá tới 80% nhà cửa. Thành Nội với chiều dài 2.5 km kể như hoàn toàn bị tàn phá.
Nhiều công trình bị thiệt hại trong Hoàng Thành. Cửa Ngọ Môn cùng các công trình khác bị hư hại nặng nề, làm biến dạng, mãi đến cuối thập niên 1970 mới được trùng tu, sửa chữa.